# Карлуковски карстов район
Карлу̀ковски ка̀рстов райо̀н или Карлуковско плато е карстово синклинално плато в Предбалкана, от двете страни на река Искър, в района на село Карлуково, община Луковит, област Ловеч.
Започва от село Кунино, община Роман, област Враца и завършва с чудно красивия каньон над селата Реселеци Бресте,  община Червен бряг, област Плевен.
Средната височина на платото е 310 м. Изградено е от дебели до 120 м слабо наклонени (до 12°) мастрихтски варовици.
Процепено е от тектонски пукнатини, основно водопроводящи пътища, които улесняват развитието и на повърхностни, и на подземни карстови форми. Повърхностният карст в Карлуковския карстов район е представен от кари, карни повърхнини, въртопи и понори. На места обикновените и кладенчовидните кари са с дълбочина до 1 м. Има много въртопи и пропасти. Само в землището на село Карлуково има 132 такива форми – 23 от тях са пропасти, проучени от български пещерняци (Банковица, дълбока 51 м, Кучешката пещера или Мурговица, дълбока 32 м и други). Проучени са и 24 пещери (Темната дупка, Аверковица, Проходна – дължина 265 м, Зиданка, Свинарка и други).
В Карлуковския карстов район (в пещерата Проходна) са открити следи от кроманьонски човек, примитивна керамика, стрели с кремъчни върхове и други.